# John Dempsey (football, 1946)
Pour les articles homonymes, voir John Dempsey et Dempsey.
John Dempsey, né le 15 mars 1946 à Hampstead et mort le 6 novembre 2024, est un footballeur international et entraîneur de football irlandais.
Il est notamment l'un des buteurs ayant offert la victoire de Chelsea en finale de la Coupe d'Europe des vainqueurs de coupe 1970-1971.

## Sources
1. ↑  (en-GB) « John Dempsey 1946-2024 », sur www.chelseafc.com (consulté le 7 novembre 2024)

- (en) Stephen McGarrigle, The Complete who's who of Irish international football : 1945-1996, Edimbourg, Mainstream Publishing, octobre 1996, 237 p. (ISBN 1-85158-894-9), p. 53-54